# Муджирети
Муджирети (груз. მუჯირეთი) — село в Грузии, на территории Тержольского муниципалитета края (мхаре) Имеретия.

## География
Село находится в западной части Грузии, на правом берегу реки Дзусы, на расстоянии 15 километров к северо-востоку от города Тержола, административного центра муниципалитета. Абсолютная высота — 329 метров над уровнем моря.

## Население
По результатам официальной переписи населения 2014 года, в Муджирети проживало 79 человек (42 мужчины и 37 женщин). В национальной структуре населения грузины составляли 100 %.
| Год  | Население, человек |
| ---- | ------------------ |
| 2002 | 81                 |
| 2014 | ↘ 79               |